# Lawrence Grossberg
Lawrence Grossberg (Brooklyn, 3 de diciembre de 1947) es un investigador estadounidense y teórico de los estudios culturales y la cultura popular cuyo foco de investigación principalmente es la música popular y la política de la juventud en los Estados Unidos. Es también ampliamente conocido por su investigación acerca de la filosofía de la comunicación y la cultura. Aunque sus investigaciones se han centrado significativamente en las políticas del posmodernismo durante 1980 y 1990, su trabajo más reciente explora las posibilidades y limitaciones de las formaciones alternativas y emergentes de modernidad.

## Biografía
Nacido y criado en Brooklyn, Nueva York, Grossberg estudió el bachillerato en el Instituto Stuyvesant. En 1968 obtuvo el título summa cum laude en Historia y Filosofía de la Universidad de Rochester, donde estudió con Hayden White. Después, estudió bajo la dirección de Richard Hoggart y Stuart Hall en el Centro de Estudios de Cultura Contemporánea de la Universidad de Birmingham, Inglaterra.
Después de dos años viajando a través de Europa con Les Treteaux Libres, una compañía de teatro de habla francesa, Grossberg regresó a los Estados Unidos para realizar sus estudios doctorales en investigación de la comunicación (con James W. Carey) en la Universidad de Illinois en Urbana-Champaign. Allí, recibió el Ph.D. En Comunicación des Discurso en 1976. Su disertación doctoral, la cual ahora él repudia, fue titulada, Dialectical Hermeneutics and the Human Sciences. Grossberg dio clases brevemente en Universidad de Purdue en West Lafayette, Indiana (1975-1976) antes de regresar a la Universidad de Illinois como Profesor asistente de Comunicación del Discurso en 1976. En la Universidad de Illinois apoyó la fundación de la Unidad para la Crítica y Teoría Interpretativa. Fue promovido al rango de Profesor asociado en 1982, y en 1990 consiguió el rango de Profesor de Comunicación del Discurso.
Actualmente, es Profesor Morris Davis de Estudios de Comunicación y miembro del Comité Ejecutivo del Programa Universitario en Estudios Culturales en la UNC.
Sus libros publicados en inglés incluyen: It's a Sin: Essays on Postmodernism, Politics and Culture (1988), We Gotta Get Out Of This Place: Popular Conservatism and Postmodern Culture (1992), Bringing it All Back Home: Essays on Cultural Studies (1997), Dancing in Spite of Myself: Essays in Popular Culture (1997), Caught in the Crossfire: Kids, Politics and America's Future (2005), y Cultural Studies in the Future Tense (2010). Grossberg es coautor de MediaMaking: Mass Media in a Popular Culture (2005) y About Raymond Williams (2010), y coeditó (con Cary Nelson y Paula Treichler) Cultural Studies. También ha publicado más de cien artículos y ensayos. Grossberg es editor de la revista Estudios Culturales, y ha tenido esa responsabilidad desde 1990. También ha participado en la edición colectiva de Cultura Pública entre muchas otras revistas académicas. 
Su trabajo, incluyendo un número de colecciones, ha sido traducido a diez lenguas.